# Técpan de Galeana (municipalité)
Cet article concerne la municipalité. Pour la ville, voir Técpan de Galeana.
Técpan de Galeana est une des municipalités du Guerrero, dans le sud-ouest du Mexique.
Le siège municipal se trouve à Técpan de Galeana (en).